# Fit for Rivals
Fit For Rivals é uma banda americana de rock, de Jacksonville, Flórida. Consiste na vocalista Renee Phoenix, guitarrista Thomas Amason, baixista Eli Clark, guitarrista Rufino Lomboy, guitarrista Duke kitchens e no baterista Trey Catman. A banda lançou seu álbum de estréia, "Steady Damage", no dia 9 de julho de 2009, e está gravando o seguinte, Freak Machine, que foi lançado em 2016.

## História
Fit for Rivals foi formada em 2008. A banda começou quando Renee Phoenix conheceu Thomas Amason enquanto procurava por um novo guitarrista para sua banda, The Explicits. A partir daí, eles decidiram estabelecer um projeto totalmente novo. Seu álbum de estréia, Steady Damage, foi lançado independentemente em 2009. A faixa Crash foi usada no PPV WWE: Over The Limit, no longa-metragem Legendary, estrelando Danny Glover e John Cena, e vários outros filmes e programas televisivos. Eles recentemente assinaram com a Big 3 Records, e estão programados para lançar seu segundo álbum de estúdio através deles em 2015.

### Steady Damage(2009)
Steady Damage é o álbum de estréia lançado pela banda, que foi gravado e lançado em 2009. Ele gerou os singles Crash e Damage.

### Segundo álbum de estúdio (2015)
É dito que o lançamento do segundo álbum de estúdio da banda será no começo de 2015. Gavin Brown (Metric, Billy Talent, Lady Gaga) o produzirá.

## Membros
- Renee Phoenix – vocais
- Thomas Amason – guitarra

## Ex membros
- Eli Clark – baixo
- Duke Kitchens - teclado, guitarra
- Rufino Lomboy - guitarra solo
- Trey Catman - bateria
- Dorman Pantfoeder - bateria
- John Hartman - bateria
- Jesse Carroll - guitarra
- Joshua Hamilton - baixo
- Benjamin Nelson - bateria

## Discografia
| Nome          | Ano  | Gravadora | Singles       |
| ------------- | ---- | --------- | ------------- |
| Steady Damage | 2009 | -         | Damage, Crash |
| Freak Machine | 2016 | -         | -             |

## Clipes
The
- 2007 - Indestructible

Fit for Rivals
| Ano  | Nome   |
| ---- | ------ |
| 2009 | Crash  |
| 2009 | Damage |